# Heinrich Curschmann
Heinrich Curschmann (ur. 28 czerwca 1846 w Gießen, zm. 6 maja 1910 w Lipsku) – niemiecki lekarz, internista.
Do 1888 roku pracował w szpitalach w Berlinie i Hamburgu. Następnie otrzymał katedrę na Uniwersytecie w Lipsku.
Curschmann jest pamiętany m.in. za wydany w 1894 roku atlas fotografii medycznych "Klinische Abbildungen", będący jednym z pierwszych tego typu wydawnictw. Upamiętnia go też kilka eponimów medycznych, takich jak trokar Curschmanna czy wężownice Curschmanna (obecne w plwocinie chorych z astmą spiralnie skręcone pasma złuszczonego nabłonka).
Zmarł 6 maja 1910.
Jego synami byli geograf Fritz Curschmann i lekarz Hans Curschmann.